# Mackenziellidae
Mackenziellidae is een familie van springstaarten en telt 1 beschreven soort.

## Taxonomie
- Geslacht Mackenziellidae - Hammer, M, 1953
  - Mackenziella psocoides - Hammer, M, 1953